# 1906 en Allemagne
Chronologie de l’Allemagne
- 1902
- 1903
- 1904
- 1905
- 1906
- 1907
- 1908
- 1909
- 1910

Cet article présente les faits marquants de l'année 1906 en Allemagne.

## Événements

### Février
- 4 février : Championnats du monde de patinage artistique masculins à Munich.

### Mars
- 3 mars : fondation du musée d'histoire naturelle de Leipzig.

### Mai
- 27 mai : le VfB Leipzig remporte le Championnat d'Allemagne de football 1905-1906.

### Septembre
- 23 - 29 septembre : congrès socialiste de Mannheim, en Allemagne. L’affrontement Legien-Bebel se termine par la reconnaissance de l’autonomie des syndicats.

### Novembre
- 3 novembre : convention internationale radiotélégraphique de Berlin. Le 22 novembre, elle adopte le SOS comme signal de détresse international.

### Décembre
- 13 décembre, Allemagne : le Chancelier von Bülow prononce la dissolution du Reichstag, à la suite de la défection du Zentrum, ce qui entraîne le rejet d’un projet d’augmentation des crédits militaires pour mater un soulèvement indigène dans le Sud-Ouest africain.

## Naissances
- 19 mars : Adolf Eichmann, militaire
- 4 juillet : Guillaume de Prusse, prince
- 7 juillet : Anna Marie Hahn, tueuse en série
- 20 août : Hans Aumeier, militaire
- 22 septembre : Ilse Koch, militaire 14 octobre : Hannah Arendt , philosophe
- 15 octobre : August Lösch, économiste
- 8 novembre : Karl Constantin Canaris, militaire
- 10 novembre : Joseph Kramer, militaire
- 19 décembre : Wilhelm Boger, militaire